# Râul Dealu Mare
Râul Dealu Mare este un curs de apă, afluent al râului Trestiana. 